# Slavko Dedić
Slavko Dedić, (Podgorica, Crna Gora 25. ožujka 1979.) crnogorski pravnik, šahist i majstorski kandidat FIDE. Sudionik desetaka međunarodnih turnira i Europskog individualnog prvenstva 2009. godine. Od 2014. godine stječe zvanje šahovskog sudca.

## Životopis
Slavko Dedić rođen je u Podgorici, gdje je i studirao pravo. Športsku karijeru počeo je 1986. godine u školi plivanja u Sutomoru, a šahom se bavi od 1997. godine kada nastupio na Sindikalnom šampionatu u Podgorici.
Kao pravnik, više godina radio je u sudstvu i u Odjelu za rodnu ravnopravnost pri Generalnom sekretarijatu Vlade Crne Gore. Tijekom 2013. godine bio je kandidat za glavnog inspektora u Posebnoj jedinici crnogorske policije ali je zbog šahovske karijere odustao od daljnjeg bavljenja pravom.

## Karijera
Majstorskim kandidatom FIDE postao je 2002. godine, nakon individualnog prvenstva Crne Gore u Nikšiću. Tijekom 2009. godine predstavljao je Crnu Goru na pojedinačnom Europskom prvenstvu u šahu. Najveći rezultat bila je pobjeda nad poznatim francuskim šahistom Arnaud Payenneom, 2011. godine u Beogradu.